# Paraduba owzgarra
Paraduba owzgarra är en fjärilsart som beskrevs av George Thomas Bethune-Baker 1906. Paraduba owzgarra ingår i släktet Paraduba och familjen juvelvingar. Inga underarter finns listade i Catalogue of Life.